# La Saulsotte
La Saulsotte település Franciaországban, Aube megyében. Lakosainak száma 681 fő (2022. január 1.). La Saulsotte Barbuise, Marnay-sur-Seine, Montpothier, Nogent-sur-Seine, Saint-Nicolas-la-Chapelle, Beauchery-Saint-Martin, Chalautre-la-Grande és Louan-Villegruis-Fontaine községekkel határos.

## Népesség
A település népességének változása:
| Lakosok száma | 306  | 334  | 348  | 579  | 693  | 696  | 704  | 689  | 681  | 681  |
|               | 1968 | 1982 | 1990 | 2006 | 2013 | 2015 | 2017 | 2019 | 2020 | 2022 |